# Alec Skempton
Alec Westley Skempton, né le 4 juin 1914 à Northampton et mort le 9 août 2001 à Londres, est un ingénieur civil anglais.
Avec Karl Terzaghi, il est considéré par beaucoup comme un des pères fondateurs de la mécanique des sols moderne. Il crée le cours de mécanique des sols à l'Imperial College de Londres, où le bâtiment du département de génie civil et environnemental est rebaptisé en son honneur en 2004, et est fait chevalier dans les honneurs du Nouvel An 2000 pour services rendus à l'ingénierie. Il apporte également une contribution importante à l'histoire du génie civil britannique.

## Biographie
Alec Westley Skempton, né le 4 juin 1914 au 216 Abington Avenue à Northampton, est le seul enfant d'Alec Westley Skempton (mort en 1926 ), marchand de cuir, et de son épouse, Beatrice Edridge, née Payne. Le père d'Alec Skempton meurt de la tuberculose, conséquence d'un gazage lors de son service pendant la Première Guerre mondiale, qui a ensuite entraîné une pleurésie, mais comme il n'a jamais été hospitalisé, il n'y a aucun document pour le confirmer, et il n'y a pas de pension pour Beatrice Skempton.

### Formation et carrière
Il fréquente la Northampton Grammar School (en). En 1932, il se rend au City and Guilds College de Londres pour étudier le génie civil. Après avoir commencé à travailler sur un doctorat financé par une bourse de la Goldsmiths' Company, il rejoint la Building Research Station (BRS) en 1936, travaillant d'abord sur le béton armé avant de passer à la mécanique des sols en 1937.
La rupture d'une digue en terre pour un réservoir à Chingford au nord-est de Londres, contribue à mettre en lumière les connaissances de Skempton sur les strates argileuses. Parmi les autres projets, citons le Waterloo Bridge, le barrage de Muirhead près de Largs en Écosse, l'arsenal de Gosport et le canal de l'Eau Brink sur le fleuve Great Ouse près de King's Lynn.
En 1945, Skempton est détaché du BRS pour établir un cours de mécanique des sols à l'Imperial College (recrutant Alan W. Bishop comme premier membre du personnel) , devenant professeur à temps plein en 1946 et introduisant, en 1950, le premier cours de troisième cycle en mécanique des sols. En 1955, il est promu à la chaire de mécanique des sols et, de 1957 à 1976, il est chef de département et professeur de génie civil.
Il apporte d'importantes contributions dans le domaine de la géologie du quaternaire et est largement consulté sur les problèmes liés aux glissements de terrain, aux fondations, aux murs de soutènement et aux remblais. Parmi les projets notables, citons le barrage de Mangla au Pakistan et la rupture du barrage de Carsington dans le Derbyshire en 1984.
Avec Terzaghi, il est considéré par beaucoup comme un des pères fondateurs de la mécanique des sols moderne,.

### Recherche
Tout au long de sa vie, Skempton travaille sur de nombreux projets très médiatisés, notamment l'analyse rétrospective de la rupture du réservoir de Chingford (juillet 1937) et d'autres barrages en remblai, y compris celui du lac Chew Valley, pour lequel il conçoit un ensemble de drains de sable afin d'accélérer la consolidation des faibles fondations alluviales, le premier de ce type au Royaume-Uni.
Le comportement in situ des argiles naturelles intéresse beaucoup Skempton, qui écrit deux articles publiés par la Geological Society sur le compactage géologique des argiles naturelles. Entre autres écrits académiques, il formule des concepts tels que celui des coefficients de pression d'eau interstitielle A et B, qui est encore largement utilisé aujourd'hui. Un grand nombre de ses documents de recherche et autres écrits sont disponibles dans les archives Skempton et Bishop de l'Imperial College.
Il est l'un des membres fondateurs du comité de mécanique des sols et des fondations de Institution of Civil Engineers (aujourd'hui la British Geotechnical Association).
Skempton contribue également de manière influente à l’histoire du génie civil. Il présidé le comité des archives des ingénieurs civils à l'ICE où il  édité des travaux sur William Jessop (1979), John Smeaton (1981), considéré comme le fondateur du génie civil, et John Grundy, ingénieur spécialisé dans le drainage des marais, et commence à travailler sur le premier volume de A Biographical Dictionary of Civil Engineers of the British Isles, finalement publié en 2002.

### Mort
Alec Westley Skempton meurt à son domicile de Londres, en Angleterre, le 9 août 2001.

## Honneurs et récompenses

### Royaume-Uni
Skempton est membre du Links Club du City and Guilds College alors qu'il est à l'Imperial College. En 1964 il donne la 4e conférence Rankine intitulée Stabilité à long terme des pentes argileuses. En reconnaissance de ses contributions à la mécanique des sols, le bâtiment du département de génie civil et environnemental de l'Imperial College est rebaptisé en son nom en 2004 : le Skempton Building.
Parmi les autres distinctions, citons celle de membre de la Royal Society (1961) et celle de membre fondateur de la Royal Academy of Engineering. Skempton reçoit également des médailles de l'ICE (la médaille James Alfred Ewing de 1968), de la Geological Society (la médaille Lyell de 1972), de la Newcomen Society ainsi qu'une médaille d'or de l' Institution of Structural Engineers ( IStructE ). Il est fait chevalier pour les services rendus à l'ingénierie dans les honneurs du Nouvel An 2000.

### International
Skempton est élu deuxième président de la Société internationale de mécanique des sols et d'ingénierie des fondations, après Terzaghi, en 1957. Il reçoit également le prix Terzaghi de l'American Society of Civil Engineers.